# Chelidonichthys capensis
Chelidonichthys capensis o escarcho del Cabo es una especie de pez nativo del Océano Índico, de países como Mozambique y Namibia. Puede llegar a medir 75 cm y a vivir unos 16 años. Se trata de una especie de interés gastronómico.